# Sebastian U Shwe Yauk
Sebastian U Shwe Yauk (* 18. Januar 1918 in Dorokho, Britisch-Indien; † 13. Juli 1988) war ein burmesischer römisch-katholischer Geistlicher und Bischof von Toungoo.

## Leben
Sebastian U Shwe Yauk empfing am 22. Dezember 1946 das Sakrament der Priesterweihe für das Apostolische Vikariat Toungoo (später Bistum Toungoo).
Am 21. März 1961 ernannte ihn Papst Johannes XXIII. zum Bischof von Toungoo. Johannes XXIII. spendete ihm am 21. Mai desselben Jahres im Petersdom die Bischofsweihe; Mitkonsekratoren waren der Weihbischof in New York, Fulton J. Sheen, und der Apostolische Vikar von al-Ubayyid, Edoardo Mason MCCJ.
Sebastian U Shwe Yauk nahm an der ersten Sitzungsperiode des Zweiten Vatikanischen Konzils teil.